# 59
59 је била проста година.

## Догађаји
- Цар Нерон је наредио смрт своје мајке Агрипине Млађе.
- Гнеј Јулије Агрикола је први пут учествовао у походу на Британију.
- Гај Светоније Паулин постао је нови гувернер Британије.

### Април
- Помрачење Сунца које помињу римски писци Плиније Старији и Тацит. По Плинију, помрачење је примећено на дан пре мајских Календа за време конзулата Випстана и Фонтеја (30. априла 59.), у Кампанији – између 7 и 8 часова по подне (часови се рачунају од зоре), а у Јерменији, према извештају војсковође, између12 часа после о’1 Корбула и је, пре заласка сунца.